# Station El Papiol
El Papiol is een station van de Rodalies Barcelona aan lijn 4. Het is gelegen in de gelijknamige plaats.

## Lijnen
| Eindbestemming                                | Vorig station | Lijn | Volgend station | Eindbestemming   |
| --------------------------------------------- | ------------- | ---- | --------------- | ---------------- |
| Sant Vicenç de Calders Vilafranca del Penedès | Castellbisbal |      | Molins de Rei   | Terrassa Manresa |